# Antonio Herrezuelo
Antonio Herrezuelo sau Antonio de Herrezuela (n. 1513, Toro, Spania – d. 21 mai 1559, Valladolid) a fost un avocat spaniol care s-a convertit la protestantism, fiind considerat martir prin arderea pe rug de către inchiziție.